# 타다수니
타다수니(Tadasuni)는 이탈리아의 사르데냐주 오리스타노도에 있는 코무네이다. 칼리아리에서 북쪽으로 약 100 킬로미터 (62 mi), 오리스타노에서 북동쪽으로 약 35 킬로미터 (22 mi) 떨어져 있다. 2004년 12월 31일 기준 인구는 187명이며 면적은 4.6 제곱킬로미터 (1.8 mi2)이다.
타다수니는 다음 지방 자치체와 접해 있다: 아르다울리, 보로네두, 길라르차, 소라딜레.